# Furcy Picquet
 (juin 2025).
Motif : notoriété pas établie, pas de sources secondaires centrées, explorateur subalterne qui a vécu 54 ans mais qui est simplement et rapidement mentionné pour ses incartades lors d'une navigation entre mars et septembre 1801.
- Archive Wikiwix
- Bing
- Cairn
- DuckDuckGo
- E. Universalis
- Gallica
- Google
- G. Books
- G. News
- G. Scholar
- Persée
- Qwant
- (zh) Baidu
- (ru) Yandex
- (wd) trouver des œuvres sur Wikidata

| 1. | Préciser le motif de la pose du bandeau. | Précisez le motif de la pose du bandeau en utilisant la syntaxe suivante : {{admissibilité à vérifier\|date=juin 2025\|motif=remplacez ce texte par le motif}}                     |
| 2. | Informer les utilisateurs concernés.     | Pensez à avertir le créateur de l'article, par exemple, en insérant le code ci-dessous sur sa page de discussion : {{subst:avertissement admissibilité à vérifier\|Furcy Picquet}} |

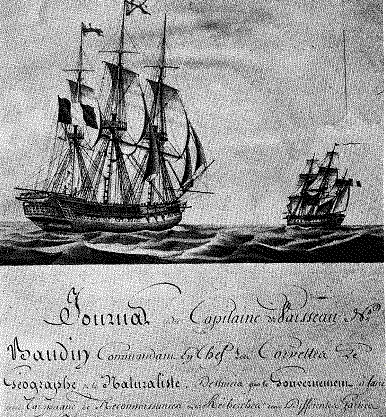
Le Géographe et le Naturaliste

Antoine Furcy Picquet né le 31 janvier 1777 à Lorient et mort en 1831, est un marin français qui participa à l'expédition vers les Terres australes que commanda Nicolas Baudin au départ du Havre à compter du 19 octobre 1800. Enseigne de vaisseau à bord du Naturaliste au début de l'expédition, il a laissé son nom au point Picquet[Quoi ?], nommé par Baudin en 1801. De tempérament colérique, il s'entendait mal avec le commandant Baudin et fut débarqué pour rejoindre l'Europe par Batavia.

## Biographie
L'enseigne de vaisseau Picquet se fait remarquer par ses insolences et manque d'être débarqué à l'île de France par le capitaine Hamelin, commandant du Naturaliste en mars 1801, et il passe donc à l'état-major du Géographe, le 22 avril 1801. Mais c'est finalement quelques mois plus tard, en août, qu'il s'oppose à Baudin, lorsque l'expédition explore la terre de Witt. À propos de l'horaire de travail des timoniers, le jeune enseigne de vaisseau se fait réprimander et rétorque de façon insolente à Baudin : « parbleu, Monsieur, vous êtes bien ridicule de trouver mauvais que je m'occupe à régler l'horloge, » à la suite de quoi le commandant Baudin lui écrit qu'il ne commandera plus de quart à bord, à cause de ses « impertinences répétées » et de ses « réponses malhonnêtes » qui lassent sa patience. Cette sanction très grave provoque la colère de Picquet qui est le protégé du capitaine Le Bas de Sainte-Croix. Ce dernier n'a également de cesse de contredire Baudin et rassemble autour de lui quelques jeunes officiers, sans doute lassés de l'autorité du vieux commandant qui devient de plus en plus victime d'accès de fièvres dus à la phtisie. 
C'est en arrivant à Timor le 22 août 1801 que la situation se dégrade encore. Baudin ordonne par écrit à Picquet de chercher un logement à terre en attendant l'arrivée du Naturaliste qu'il doit rejoindre, car il est informé qu'il ne fait plus partie de l'état-major du Géographe et qu'il doit retourner sur l'autre corvette. Furieux de cette nouvelle sanction, le jeune homme fait irruption dans la chambre du commandant sans y être invité. Ce dernier lui ordonne de se retirer. Quelques jours plus tard, le 25 août (7 fructidor), Baudin doit affronter à terre une nouvelle scène du jeune homme qui met la main à son épée et déclare : « Monsieur, comme nous ne sommes plus ici à bord, j'espère que vous voudrez bien me rendre raison de la manière dont vous m'avez traité. » C'en est trop pour le commandant qui ordonne au capitaine Le Bas de Sainte-Croix de le consigner à bord dans sa chambre avec une sentinelle à sa porte, sachant que Le Bas de Sainte-Croix était en faveur de Picquet. Finalement le commandant décide le lendemain de le consigner à la forteresse hollandaise, le temps qu'un navire l'emmène à Batavia pour rejoindre l'Europe. Il part le 21 septembre, après avoir reçu une visite en corps des savants de l'expédition.
Il est nommé lieutenant de vaisseau, le 5 mars 1803.

### Sources et bibliographie
- Nicolas Baudin, Mon voyage aux Terres australes, Imprimerie nationale, 2000journal personnel du commandant Baudin